# Catocala roseolimbata
Catocala roseolimbata är en fjärilsart som beskrevs av Franz Dannehl 1926. Catocala roseolimbata ingår i släktet Catocala och familjen nattflyn. Inga underarter finns listade i Catalogue of Life.